# Río Canadiano
El río Canadian(del inglés: Canadian River) es un largo río del centro-sur de Estados Unidos que fluye en dirección este a través de los estados de Colorado, Nuevo México, Texas y Oklahoma hasta desaguar en el río Arkansas —del que es su mayor afluente— cerca de la frontera con Arkansas. Tiene una longitud de 1216 km y drena una cuenca de 123 321 km². 
Al río Canadian también se le conoce como río Canadian del Sur, para diferenciarlo del río Canadian Norte, y en Nuevo México como río Colorado.

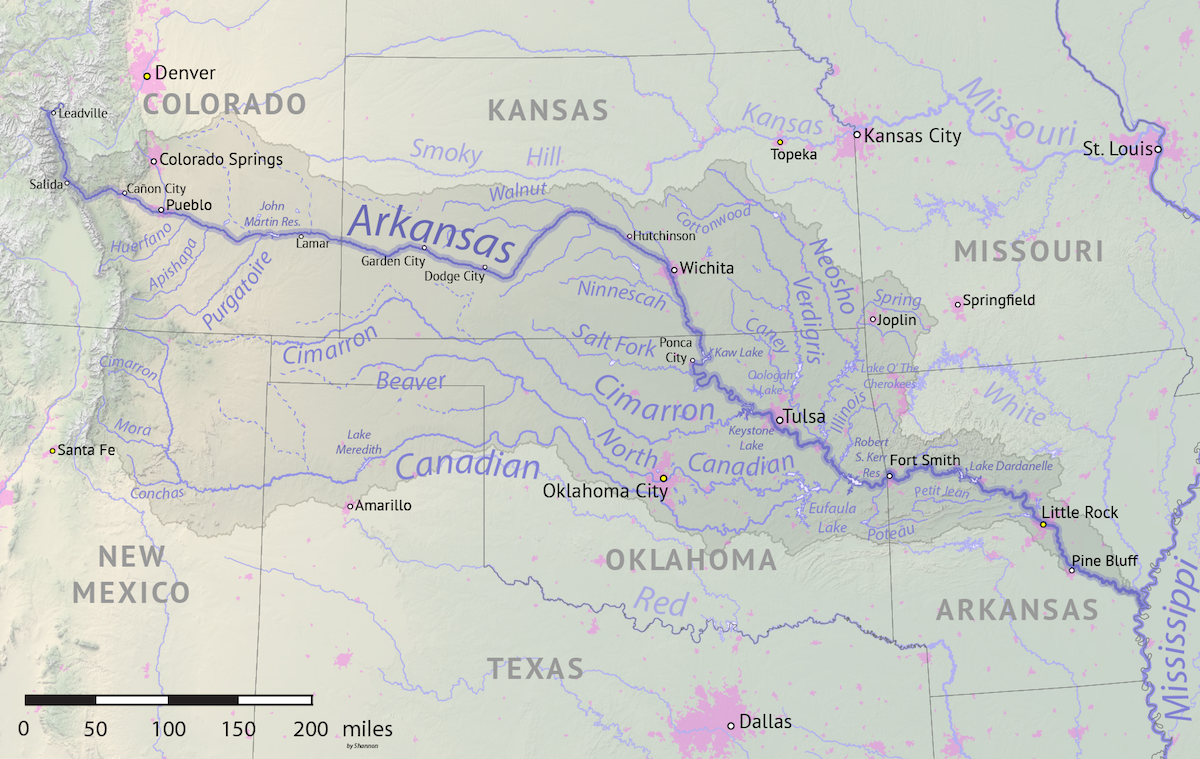
El río Canadian en un mapa del Arkansas...
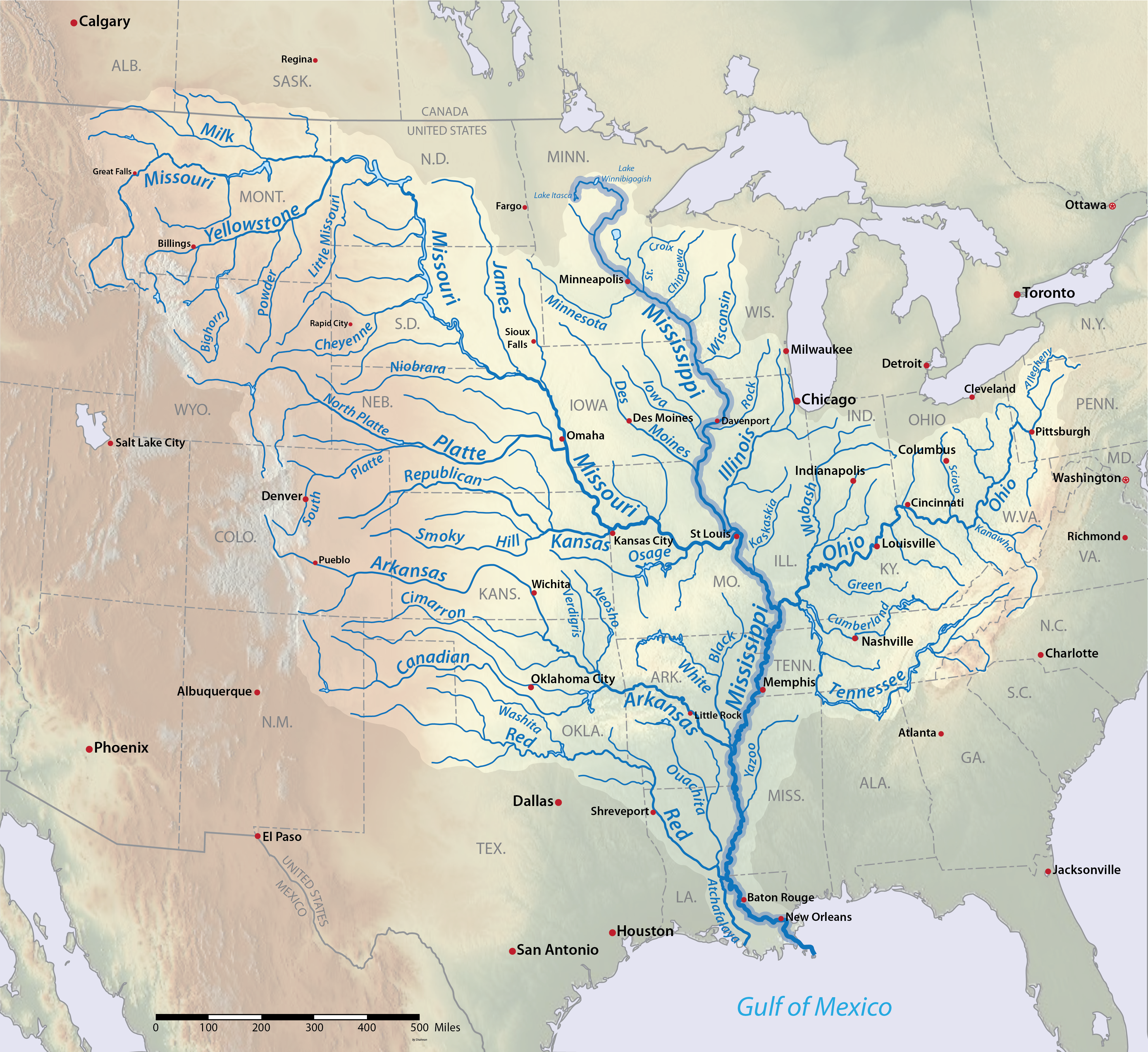
...y en un mapa del Misisipi

## Historia
Los primeros europeos en conocer el río fueron los españoles. En 1541 fue denominado río Cicuyé por Francisco Vázquez de Coronado, posteriormente recibió el nombre de Río de la Magdalena y río de San Francisco. Es conocido por los novomexicanos como río Colorado; pero su nombre fue cambiado para evitar confusiones con los múltiples ríos que llevan este nombre en el suroeste de los Estados Unidos. El nombre actual deriva de la denominación española, río Cañada, río Cañadiano o río Canadiano como se denomina actualmente. La palabra Canadiano deriva del idioma de los Caddo, káyántinu.